# F1 더 무비
《F1 더 무비》(영어: F1 the Movie)는 2025년 개봉한 미국의 스포츠 드라마 영화로, 조지프 코신스키가 감독을 맡고 에런 크루거가 각본을 썼으며, 둘이 공동으로 쓴 원안을 바탕으로 한다. 포뮬러 원 월드 챔피언십을 바탕으로 국제 자동차 연맹과 협력하여 제작되었다. 브래드 피트가 주연을 맡았으며, 댐슨 이드리스, 케리 콘던, 토비어스 멘지스, 하비에르 바르뎀이 함께 출연한다.
2025년 6월 16일 뉴욕의 라디오 시티 뮤직 홀에서 시사회를 가졌으며, 2025년 오스트리아 그랑프리가 열리는 주말인 6월 28일 개봉했다.

## 줄거리
미국의 노장 레이싱 드라이버이자 전직 포뮬러 원(F1) 유망주였던 소니 헤이스는 방랑자처럼 살아가며 고용된 드라이버로 활동하고 있다. 그는 1990년대에 로터스 소속으로 F1에 참가했으나, 1993년 스페인 그랑프리에서의 심각한 사고로 인해 선수 생명이 사실상 끝나고 말았다. 이후 그는 도박에 중독되어 세 번의 결혼생활도 모두 실패로 끝났다. 그러나 ‘데이토나 24시’ 레이스에서 우승한 뒤, 그의 옛 로터스 팀 동료이자 현재 APXGP F1 팀의 구단주인 루벤 세르반테스로부터 팀 테스트 드라이브 제안을 받는다. 루벤은 APXGP가 월드 컨스트럭터 챔피언십에서 최하위를 기록 중이며, 남은 아홉 번의 그랑프리 중 한 번이라도 우승하지 못하면 투자자들이 팀을 매각하겠다고 위협하고 있다고 털어놓는다. 소니는 루벤이 “승리하면 세상에서 가장 위대한 사람이 된다”고 설득하자 마지못해 이를 수락한다.
실버스톤 테스트에서 소니는 팀 대표 카스파르 스몰린스키, 기술 책임자 케이트 맥케나, 그리고 야심 넘치는 영국인 루키 조슈아 피어스를 만난다. 조슈아는 일곱 명의 드라이버가 이 자리를 고사했다는 사실을 밝히며, 자신이 투자자들에게 깊은 인상을 주기 위해 팀 동료들을 압도해야 한다는 불안감에 사로잡혀 있다. 테스트 도중 소니는 최신 F1 머신에 적응하는 데 어려움을 겪지만, 곧바로 APXGP의 기술적 약점을 파악한다. 그는 한계까지 밀어붙이다 사고를 내지만, 그의 실력을 인정한 카스파르는 그를 정식 드라이버로 영입한다.
소니는 영국 그랑프리에서 복귀하지만, 느린 피트스톱으로 인해 유망했던 출발에도 불구하고 두 드라이버 모두 꼴찌로 밀려난다. 소니는 팀의 오더를 무시하고 조슈아의 추월을 허용하지 않아 두 사람이 충돌하고 만다. 헝가리 그랑프리에서는 소니가 조슈아와의 관계 회복을 시도하며, 일부러 다른 드라이버들과 부딪혀 세이프티 카를 유도하는 방식으로 조슈아가 중위권을 따라잡아 APXGP의 첫 포인트를 따낼 수 있도록 돕는다. 조슈아는 소니의 구식 훈련법을 받아들이고, 소니는 조슈아의 시뮬레이터 훈련을 모방하며 케이트에게 머신을 ‘전투형’으로 개조해달라고 설득한다.
이탈리아 그랑프리는 빗길 속에 진행되는데, 소니는 조슈아에게 리스크를 감수하고 슬릭 타이어를 유지하라고 조언한다. 덕분에 조슈아는 2위까지 올라가지만, 막스 페르스타펜을 추월하려다 파라볼리카에서 커브를 밟고 차가 날아가며 방호벽을 넘는 대형 사고를 당한다. 그의 차량은 불길에 휩싸이지만, 소니가 구조에 나서 그를 구출한다. 조슈아는 부상으로 인해 이후 세 경기에 결장하고, 소니는 꾸준히 포인트를 따낸다. 그러나 조슈아는 사고의 원인을 소니에게 돌리며 그를 이기겠다는 일념으로 복귀한다.
복귀전인 벨기에 그랑프리에서 조슈아는 과격한 주행으로 소니와 충돌하고, 소니는 경기를 마치지 못한다. 케이트는 라스베이거스 그랑프리에서 누가 더 좋은 대우를 받을지 결정하기 위해 포커 게임을 제안하고, 조슈아가 이긴다. 하지만 그가 자리를 떠난 후 소니는 일부러 이겼음에도 져준 것이라 밝히고, 케이트는 그에게 감동해 함께 밤을 보낸다. 그러나 루벤이 두 사람을 방해하며 누군가 케이트가 불법적인 방식으로 차량 업그레이드를 했다고 익명의 제보를 했다고 전한다. 케이트는 결백을 주장하지만, FIA는 업그레이드 제거를 요구한다. 경기 중 소니는 분노를 이기지 못하고 충돌사고를 일으킨다. 회복 중 루벤은 소니의 1993년 사고가 그의 몸에 영구적인 손상을 남겼다는 사실을 알게 되고, 안전을 이유로 그를 해고한다. 이때 APXGP 이사회 임원인 피터 배닝은 소니에게 자신이 처음부터 이 상황을 기획했으며, 루벤을 내쫓고 팀을 매각하려 했음을 고백한다. 피터는 소니에게 매각이 이루어지면 그를 팀 대표로 승진시키겠다고 제안한다.
시즌 최종전 아부다비 그랑프리를 앞두고 조슈아는 스스로의 실수를 인정하고 소니에게 사과한다. 소니는 루벤에게 다시 한 번 자신을 출전시켜 달라고 설득하고, 피터의 제안은 거절한다. FIA는 케이트의 무죄를 인정하고, APXGP는 다시 업그레이드를 장착한다. 경기가 시작되자 조슈아는 마모된 타이어로 선두를 유지하지만 루이스 해밀턴과 샤를 르클레르에게 추월당한다. 이후 소니가 조지 러셀과 충돌하며 레드 플래그가 나오고, 두 APXGP 드라이버는 새 타이어로 재출발할 수 있게 된다. 르클레르를 제친 후 소니는 조슈아의 우승을 위해 자신이 해밀턴에게 추월 시도를 하며 견제를 유도한다. 마지막 랩에서 조슈아와 해밀턴이 충돌하고, 소니가 대신 첫 승을 거두며 팀 매각은 무산된다. APXGP는 우승을 축하하며 루벤이 포디움에서 소니와 함께 "우리가 세계 최고다!"라고 외친다. 경기 후 토토 볼프가 조슈아에게 메르세데스 입단을 제안하지만 그는 거절하고, 소니와 케이트는 관계를 확인하며 서로를 인정한다. 조슈아는 소니를 축하해주고, 소니는 다시 자유로운 레이서로 돌아가 바하 1000 경기에 참가한다.

## 출연
- 브래드 피트 - 소니 헤이즈: 뉴욕 택시 운전사이자 프로 도박사, 용병 레이서. 젊은 시절 포뮬러 원 드라이버였으며, APXGP를 위해 다시 F1에 복귀한다.
- 댐슨 이드리스 - 조슈아 "노아" 피어스: APXGP 소속의 신인 드라이버이자 소니의 팀 동료이자 주요 라이벌.
- 케리 콘던 - 케이트 맥케나: APXGP 기술 이사.
- 토비어스 멘지스 - 피터 배닝: APXGP 이사회 멤버.
- 킴 보드니아 - 캐스파 몰린스키: APXGP 팀 수장.
- 하비에르 바르뎀 - 루벤 세르반테스: APXGP 팀 소유주이자 소니의 친구이자 전 팀 동료였던 전 F1 드라이버.
- 셰이 위검 - 칩 하트
- 조지프 발데라마 - 리코 파시오
- 세라 나일스 - 버너뎃 피어스: 조슈아의 어머니.
- 샘슨 카요 - 캐슈먼
- 압둘 살리스 - 닷지 다우다: APXGP 수석 정비사.
- 캘리 쿡 - 조디: APXGP 정비사.
- 윌 메릭 - 니클비
- 레인 하퍼 - 프레스

시몬 애슐리가 공개되지 않은 배역으로 캐스팅되었으나 출연 장면은 삭제되었다.

### F1 드라이버
2023 시즌의 모든 열 개 포뮬러 원 팀이 출연하며, 다음 드라이버들이 직접 본인 역으로 출연할 한다:
- 막스 베르스타펜: 네덜란드 출신의 4회[c] 월드 드라이버 챔피언십 우승자, 레드불 레이싱 드라이버
- 세르히오 페레즈: 멕시코 출신, 레드불 레이싱 드라이버
- 샤를 르클레르: 모나코 출신, 스쿠데리아 페라리 드라이버
- 카를로스 사인스 주니어: 스페인 출신, 스쿠데리아 페라리 드라이버
- 조지 러셀: 영국 출신, 메르세데스-벤츠 F1 드라이버
- 루이스 해밀턴: 영국 출신 7회 월드 드라이버 챔피언십 우승자, 메르세데스-벤츠 F1 드라이버
- 에스테반 오콘: 프랑스 출신, 알핀 F1 팀 드라이버
- 피에르 가슬리: 프랑스 출신, 알핀 F1 팀 드라이버
- 랜도 노리스: 영국 출신, 맥라렌 드라이버
- 오스카 피아스트리: 오스트레일리아 출신, 맥라렌 드라이버
- 발테리 보타스: 핀란드 출신, 알파 로메오 F1 드라이버
- 저우관위: 중화인민공화국 출신, 알파 로메오 F1 드라이버
- 페르난도 알론소: 스페인 출신 2회 월드 드라이버 챔피언십 우승자, 애스턴 마틴 F1 드라이버
- 랜스 스트롤: 캐나다 출신, 애스턴 마틴 F1 드라이버
- 케빈 마그누센: 덴마크 출신, 하스 F1 드라이버
- 니코 휠켄베르크: 독일 출신, 하스 F1 드라이버
- 다니엘 리카도: 오스트레일리아 출신, 스쿠데리아 알파타우리 드라이버
- 츠노다 유키: 일본 출신, 스쿠데리아 알파타우리 드라이버
- 닉 더프리스: 네덜란드 출신, 스쿠데리아 알파타우리 드라이버
- 리암 로슨: 뉴질랜드 출신, 스쿠데리아 알파타우리 드라이버
- 알렉산더 알본: 태국 출신, 윌리엄스 F1 드라이버
- 로건 사전트: 미국 출신, 윌리엄스 F1 드라이버

이 외에도 당시 하스 F1 팀의 총괄이었던 귄터 슈타이너와 3회 르망 24시 우승자 브누아 트레루예가 본인으로 출연할 예정이다. 스카이 스포츠 F1 해설가 마틴 브런들과 데이비드 크로프트는 영화에 묘사된 레이스의 해설을 제공한다.

## 제작
2021년 12월 3일, 브래드 피트 주연의 미공개 영화를 놓고 입찰 경쟁이 시작되었으며, 탑건: 매버릭에서 함께 작업했던 프로듀서 제리 브룩하이머, 감독 조지프 코신스키, 시나리오 작가 에런 크루거가 각각의 역할로 합류했다. 소식통에 따르면 F1 드라이버 루이스 해밀턴도 이 영화에 참여했다. 입찰에 참여한 스튜디오는 파라마운트 픽처스, 메트로 골드윈 메이어, 소니 픽처스 엔터테인먼트, 유니버설 픽처스, 월트 디즈니 픽처스였으며, 스트리밍 서비스로는 넷플릭스, 애플, 아마존 MGM 스튜디오가 참여했다. 피트는 출연료로 3천만 달러를 받았다.
2022년 11월, 클라우디오 미란다는 자신이 영화의 촬영 감독을 맡게 되었다고 발표했다. 2023년 4월, 댐슨 이드리스는 2023년 1월에 배우들이 자동차를 운전하는 최종 후보 목록을 포함한 긴 캐스팅 과정을 거쳐 발탁되었다. 케리 콘던과 토비어스 멘지스는 다음 달에 캐스팅에 합류했다. 세라 나일스와 시몬 애슐리도 출연진에 합류했다. 그러나 2025년 6월, 코신스키는 애슐리의 역할이 영화에서 삭제되었다고 밝혔다.
촬영에 앞서 피트와 이드리스는 프랑스의 폴 리카르 서킷에서 포뮬러 3와 포뮬러 투 차량을 시험 주행했다. 2023년 7월, 주요 촬영은 영국 실버스톤 서킷에서 시작되었으며, 7월 8일~9일 2023년 영국 그랑프리 주말 동안 촬영이 이루어졌다. 피트는 레이스 주말 동안 개조된 FIA 포뮬러 2 챔피언십 차량에 포뮬러 원 에어로 패키지를 추가하여 운전했지만, 공식 F1 세션에서는 아니었다. 이 차량은 메르세데스-벤츠 F1 팀과 로댕 모터스포트와의 협력을 통해 제작되었다.
촬영은 또한 헝가로링, 스파프랑코르샹 서킷, 몬차 서킷, 잔드보르트 서킷, 스즈카 국제 레이싱 코스, 에르마노스 로드리게스 서킷, 라스베이거스 스트립 서킷, 야스 마리나 서킷에서도 진행되었으며, 2024년 데이토나 24시에서도 이루어졌다. #120 라이트 모터스포츠의 포르쉐 911 GT3는 카메라를 장착하고 영화의 도색을 사용하여 경쟁했으며, 고속 촬영을 위해 카메라가 장착된 롤라 B2K/10 스포츠카도 사용되었다.
2023년 영국 그랑프리에서 전 F1 드라이버이자 스카이 스포츠 F1 해설가인 마틴 브런들과의 대화에서 피트는 하비에르 바르뎀이 주연으로 출연할 것이라고 확인했다. 같은 달 말, ESPN은 영화 제목이 Apex라고 보도했지만 나중에 이 주장을 철회했다.
2024년 7월 5일, F1이라는 제목이 발표되었다. 2024년 영국 그랑프리 이전에 티저 예고편이 공개되었다. 크루거는 영화의 각본 단독 크레딧을 받았으며, 코신스키와 함께 스토리 크레딧을 받았다. 제즈 버터워스, 카라 스미스, 에런 소킨, 크리스토퍼 스토러는 화면에 표시되지 않는 "추가 문학 자료" 크레딧을 얻었다.
2024년 5월, 퍽의 매튜 벨로니는 영화 제작 예산이 3억 달러라고 보도했으나, 브룩하이머와 코신스키는 해당 보도를 부정하며 브룩하이머는 환급과 후원으로 예산이 줄었다고 언급했으며, 코신스키는 다음과 같이 말했다.
"영화 예산이 이렇게 크게 틀린 경험은 한 번도 없었습니다. 그 숫자가 어디서 나왔는지는 모르겠습니다."
2025년, 영화 개봉을 앞두고 일부 업계 소식통은 영화 예산이 2억 달러라고 보도했지만, 여전히 3억 달러라고 주장하는 곳도 있었다.

### 음악
2024년 오스트리아 그랑프리에서 한스 짐머가 영화의 오리지널 스코어를 작곡할 것이라고 발표했다. 탑건: 매버릭 (2022) 이후 코신스키와의 두 번째 협업이며, 이전 론 하워드 감독의 영화 러시: 더 라이벌 (2013) 이후 짐머가 작곡한 두 번째 포뮬러 원 관련 영화가 되었다.
미국 래퍼 돈 톨리버와 도자 캣은 영화 사운드트랙인 F1 the Album의 싱글인 4월 30일 "Lose My Mind"와  뮤직비디오를 공개했다. 가수 로제는 2025년 5월 8일 사운드트랙의 두 번째 싱글로 "Messy"와 뮤직비디오를 공개했다.
세 번째 공식 싱글은 5월 23일 푸에르토리코 래퍼 마이크 타워스의 "Baja California"가 발매되었다. 2025년 5월 30일, 테이트 맥레이의 "Just Keep Watching"이 네 번째 싱글로 발매되었다.
이후 돔 돌라의 "No Room for a Saint", 크리스 스테이플턴의 "Bad as I Used to Be", 티에스토와 섹시 레드의 "OMG!", 그리고 로디 리치의 "Underdog" 등 여러 홍보 싱글이 발매되었다.

### 후반 작업
라이언 튜드호프가 시각 효과 감독을 맡았으며, 프레임스토어는 런던과 뭄바이 스튜디오의 참여를 통해 영화의 후반 작업을 제공했다.

## 마케팅
첫 번째 예고편은 2024년 영국 그랑프리 이전에 2024년 7월 7일에 공개되었으며, 텔레비전 광고는 2025년 2월 9일 제59회 슈퍼볼 동안 공개되었다. 두 번째 공식 예고편은 2025년 3월 13일 틀:F1GP 그랑프리 시작 직전에 공개되었다.
F1 25 게임에는 영화에 등장하는 APXGP 리버리가 시나리오와 함께 포함되어 플레이어가 진행할 수 있다.
2025년 르망 24시에서 #90 만테이 레이싱 포르쉐 911 GT3는 2024년 데이토나 24시 촬영에 사용된 것과 유사한 리버리를 사용했다. 애플의 2025년 애플 세계 개발자 회의 (WWDC) 기조연설은 크레이그 페데리히가 애플 파크 옥상에서 APXGP 차량을 운전하는 것으로 시작되었다.
2025년 6월 11일, 애플은 영화의 "햅틱 예고편"을 공개했다. 지원되는 아이폰에서 재생하면 탭틱 엔진이 화면 속 동작에 맞춰 진동한다.
2025년 6월, 하이네켄 0.0은 F1 드라이버로 분한 피트와 이드리스가 출연하는 자사 제품 광고를 공개했다.

## 개봉
2022년 6월, 애플이 제작비를 제외하고 1억 3천만~1억 4천만 달러에 달하는 패키지 계약으로 배급권을 획득했다.
2024년 6월, 워너 브라더스 픽처스는 애플로부터 극장, 홈 엔터테인먼트 및 디지털 구매 배급권을 획득했으며, 현재 2025년 6월 25일 국제적으로 IMAX 형식으로, 2025년 6월 27일 미국에서 개봉할 예정이다. 애플이 스트리밍 배급권을 가지고 있어 Apple TV+에서 시청할 수 있게 될 것이다.
2025년 칸 영화제 기간 동안 모나코에서 2025년 포뮬러 원 시즌 드라이버들을 위한 비공개 시사회가 열렸다.
2025년 6월 16일 뉴욕의 라디오 시티 뮤직 홀에서 출연진과 F1 드라이버들이 참석한 가운데 전세계 최초 시사회를 가졌다.
F1은 드라이버들과 팀장들이 2025년 캐나다 그랑프리 이후 시사회에 참석할 수 있도록 몬트리올에서 뉴욕으로 가는 카타르 항공 전세기를 마련했다.

## 평가

### 박스 오피스
미국과 캐나다에서 F1은 메간 2.0과 함께 개봉될 예정이며, 개봉 주말에 3천 5백만~4천만 달러의 수익을 올릴 것으로 예상된다.

### 비평 반응
리뷰 애그리게이터 웹사이트 로튼 토마토에서 87% 70명의 평론가의 리뷰는 긍정적이다. 이 웹사이트의 대체적인 의견은 다음과 같다: "브래드 피트의 여유로운 매력과 조지프 코신스키의 역동적인 연출로 힘을 얻은 F1 더 무비는 빈티지한 멋을 결승선까지 가져온다." 틀:MC film 영국방송공사의 니콜라스 바버는 이 영화가 "비시동"이라며 별 5개 중 2개를 주었다.

## 같이 보기
- 자동차 경주 영화 목록
- 유나이티드 패션즈 (스포츠 단체가 자금을 지원한 또 다른 영화)

## 내용주
1. ↑  제즈 버터워스, 카라 스미스, 에런 소킨 및 크리스토퍼 스토러는 미국 작가 조합으로부터 "추가 문학 자료 (화면 미표시)"로 인정받았다.[1]
2. ↑  워너 브라더스 픽처스와 Apple TV+ 간의 배급 분할; 워너 브라더스는 극장, 홈 엔터테인먼트와 VOD 배급을 담당하고, 애플은 SVOD 배급을 독점적으로 담당한다.
3. ↑  영화는 2023년을 배경으로 하며, 당시 베르스타펜은 2회 월드 드라이버 챔피언십 우승자였다.